# Don Giovanni (film, 1979)
Pour les articles homonymes, voir Don Juan (homonymie).
Pour plus de détails, voir Fiche technique et Distribution.
Don Giovanni est un film français de Joseph Losey sorti en 1979. C'est l'adaptation cinématographique de l'opéra Don Giovanni de Mozart et da Ponte, tournée entièrement en décors naturels.

## Synopsis
Après avoir tué le père de Donna Anna, le célèbre coureur de jupons Don Giovanni est poursuivi par le fiancé de celle-ci, Don Ottavio. En cours de route, Donna Elvira, l’une de ses anciennes conquêtes, se lancera également sur ses traces, ignorant qu'une menace plus grave encore plane sur lui.

## Fiche technique
- Titre : Don Giovanni
- Réalisation : Joseph Losey
- Scénario : Renzo Rossellini, avec la collaboration artistique de Rolf Liebermann, adaptation de Joseph Losey, Patricia Losey et Frantz Salieri, d'après le livret de Lorenzo da Ponte pour l'opéra de Mozart
- Musique : Mozart, orchestre et chœurs de l'Opéra de Paris dirigé par Lorin Maazel[1], clavecin : Janine Reiss[1]
- Production : Michel Seydoux pour Gaumont, Antenne 2 (France) ; Renzo Rossellini pour Opera Film (Italie) ; Janus Filmproduktion (Allemagne)
- Photographie : Gerry Fisher et Angelo Filippini
- Montage : Reginald Beck et Emma Menenti
- Scénographie : Alexandre Trauner
- Costumes : Annalisa Nasalli-Rocca (it)
- Langue de tournage : italien
- Cascade feu : Roland Urban (doublage feu de Ruggero Raimondi)
- Format : Couleurs - 1,66:1 - Stéréo - 35 mm
- Durée : 176 minutes[2].
- Date de sortie : 14 novembre 1979 (France)
- Affiche : Michel Landi (France)

## Distribution
- Ruggero Raimondi : Don Giovanni[3],[4]
- José van Dam : Leporello[4]
- John Macurdy : le commandeur
- Edda Moser : Donna Anna[4]
- Kiri Te Kanawa : Donna Elvira[4]
- Kenneth Riegel : Don Ottavio
- Teresa Berganza : Zerlina[4]
- Malcolm King : Masetto
- Eric Adjani : le valet en noir

## Autour du film
- La bande son a été enregistrée à la Cathédrale Notre-Dame-du-Liban de Paris, Paris Ve, avec l'orchestre et les chœurs de l'Opéra de Paris dirigés par Lorin Maazel[1].

- Lors du tournage les arias étaient joués en play-back[1]. En revanche, les récitatifs étaient enregistrés sur le tournage[1]. Aussi, Janine Reiss interprétait tous les accompagnements de récitatifs au clavecin sur le plateau[1], c’est-à-dire la plupart du temps en extérieurs, malgré les conditions parfois très humides (notamment le récitatif dans le marais) qui altéraient l'instrument.

## Lieux de tournage
À part quelques scènes à Venise et à Murano, le film est tourné dans des villas palladiennes autour de Vicence en Vénétie.
- Une grande partie du film est tournée dans la villa Rotonda, la maison de don Giovanni dans le film. Losey joue notamment la symbolique des niveaux, opposant l'« étage noble » et, en-dessous, les cuisines et offices du « commun », personnel.

- La scène du duel avec le commandeur est tournée dans les galeries extérieures du Palazzo della Ragione de Vicence aussi nommé la basilique palladienne. Ces galeries figurent l’extérieur de la maison de donna Anna.

- Le film ouvre sur une présentation des personnages tournée dans le teatro Olimpico de Vicence. C’est aussi là que sont tournées les scènes 7, 8 et 9 de l’acte 2 (Leporello démasqué).

- Les intérieurs de la  maison de donna Anna sont tournés dans la villa Caldogno.

- L’aria de donna Elvira « Mi tradi quell’alma ingrata » est tourné dans la villa Emo à Fanzolo di Vedelago.

## Distinctions
- Le film a été récompensé en 1980 par quatre nominations dont le César du meilleur montage pour Reginald Beck et le César des meilleurs décors pour Alexandre Trauner[5].